# 伊萬尼夫卡 (科韋利區)
51°6′6″N 24°41′20″E / 51.10167°N 24.68889°E
伊萬尼夫卡（烏克蘭語：Іванівка）是位於烏克蘭西北部的村莊，由沃倫州科韋利區的科洛佳日內市鎮負責管轄。該村面積0.03平方公里，海拔高度180米，2001年人口25，人口密度每平方公里833.33人。